# Pseudocheilinus hexataenia
Pseudocheilinus hexataenia är en fiskart som först beskrevs av Bleeker, 1857.  Pseudocheilinus hexataenia ingår i släktet Pseudocheilinus och familjen läppfiskar. IUCN kategoriserar arten globalt som livskraftig. Inga underarter finns listade i Catalogue of Life.